# Museos de Identidad de Extremadura

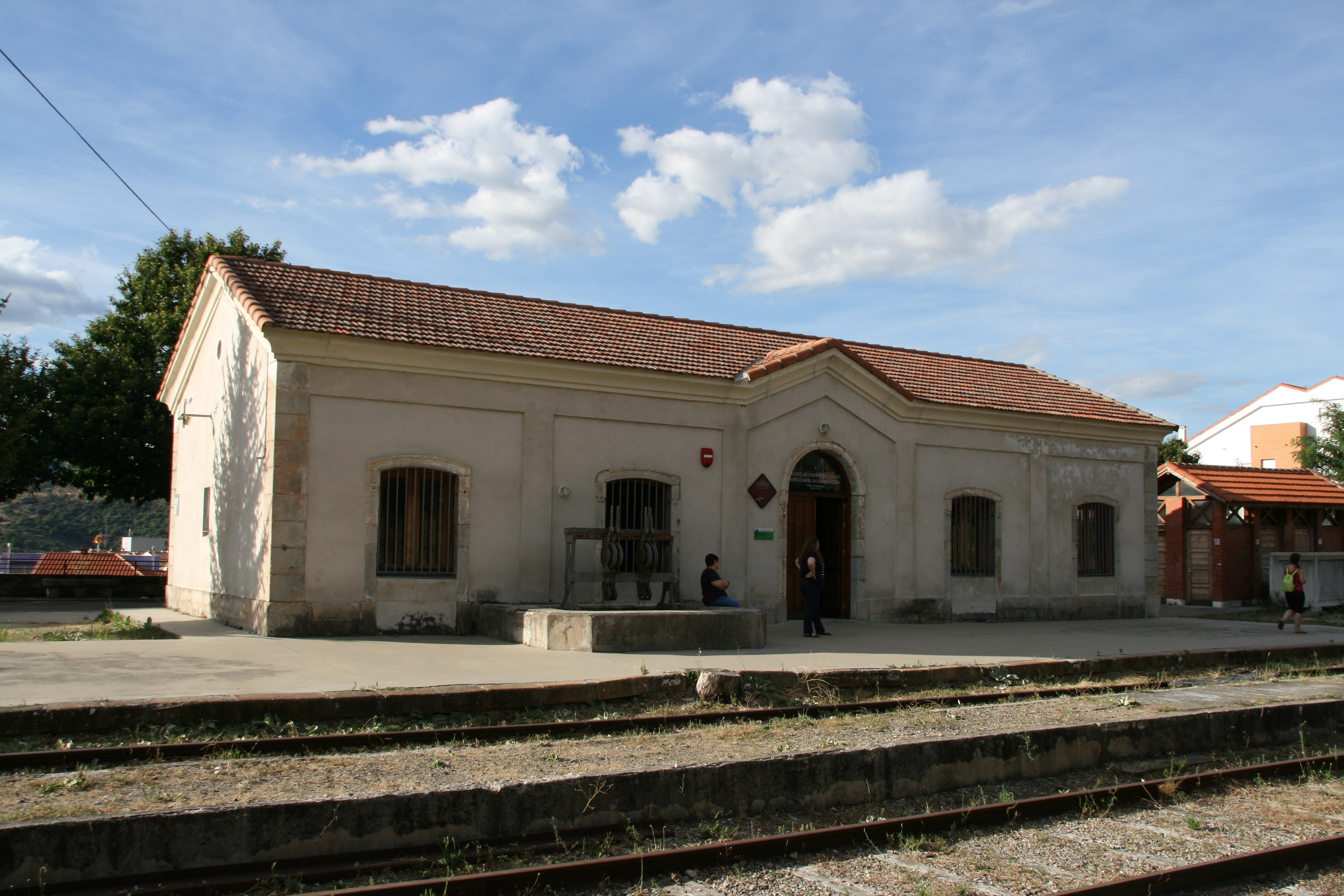
Antigua estación de ferrocarril de Hervás, actualmente Centro de Interpretación del Ferrocarril en Extremadura

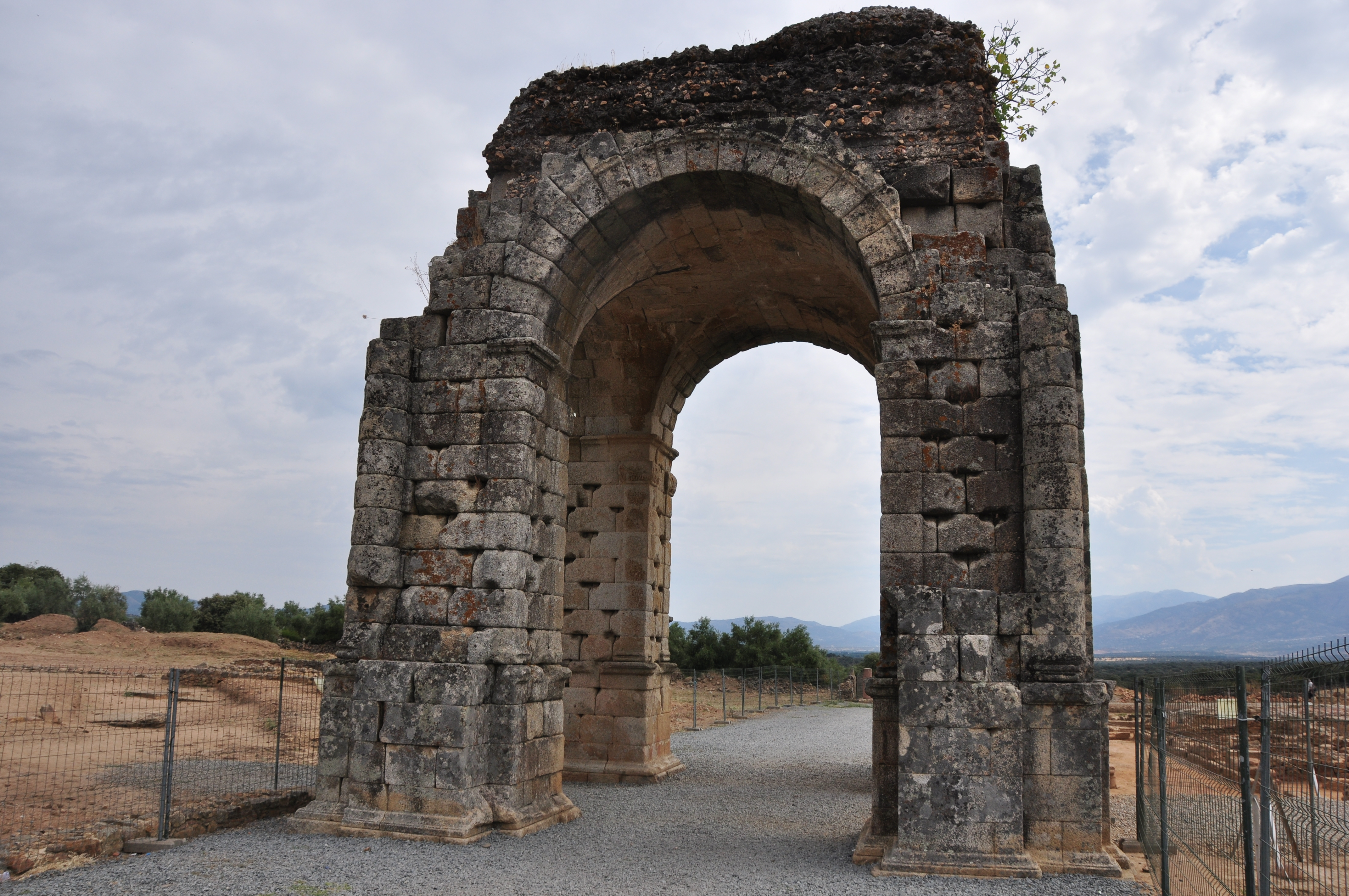
Ciudad Romana de Cáparra

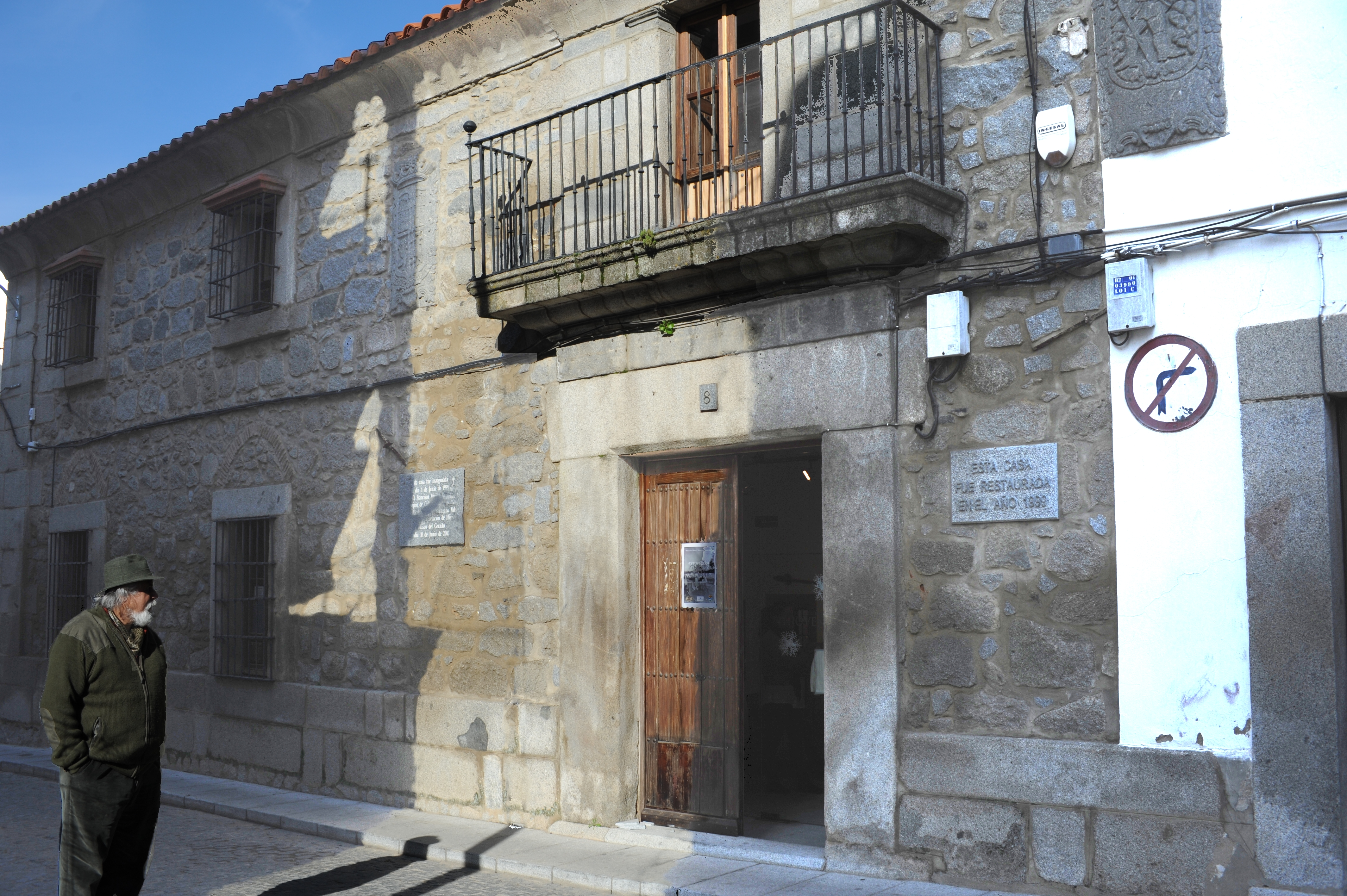
Museo del Granito en Quintana de la Serena

Museos de Identidad y Centros de Interpretación de Extremadura, es una antigua denominación de aquellos espacios que se definían por ser de interés local y comarcal que reflexionan, exponen y potencian los rasgos culturales ligados a sociedades y territorios concretos, que han desarrollado actividades tradicionales específicas relacionadas con la producción económica y cultural, y que las enlazan con el desarrollo actual de la comarca y con sus posibilidades de futuro. Representan un nuevo tipo de museos interdisciplinares en cuanto a sus contenidos y diversificados en sus mensajes y montajes y que, dado su carácter identitario, trasmiten no sólo mensajes de carácter intelectual,
conceptual o técnico, sino también valores y actitudes. Todo ello conforma un abanico de posibilidades amplias, que abarca desde la curiosidad turística hasta proyectos científicos de rasgos culturales que nos ayudan a conocer la realidad del patrimonio cultural extremeño. Desde el punto de vista Jurídico, son las entidades denominadas “Exposiciones Museográficas permanentes”

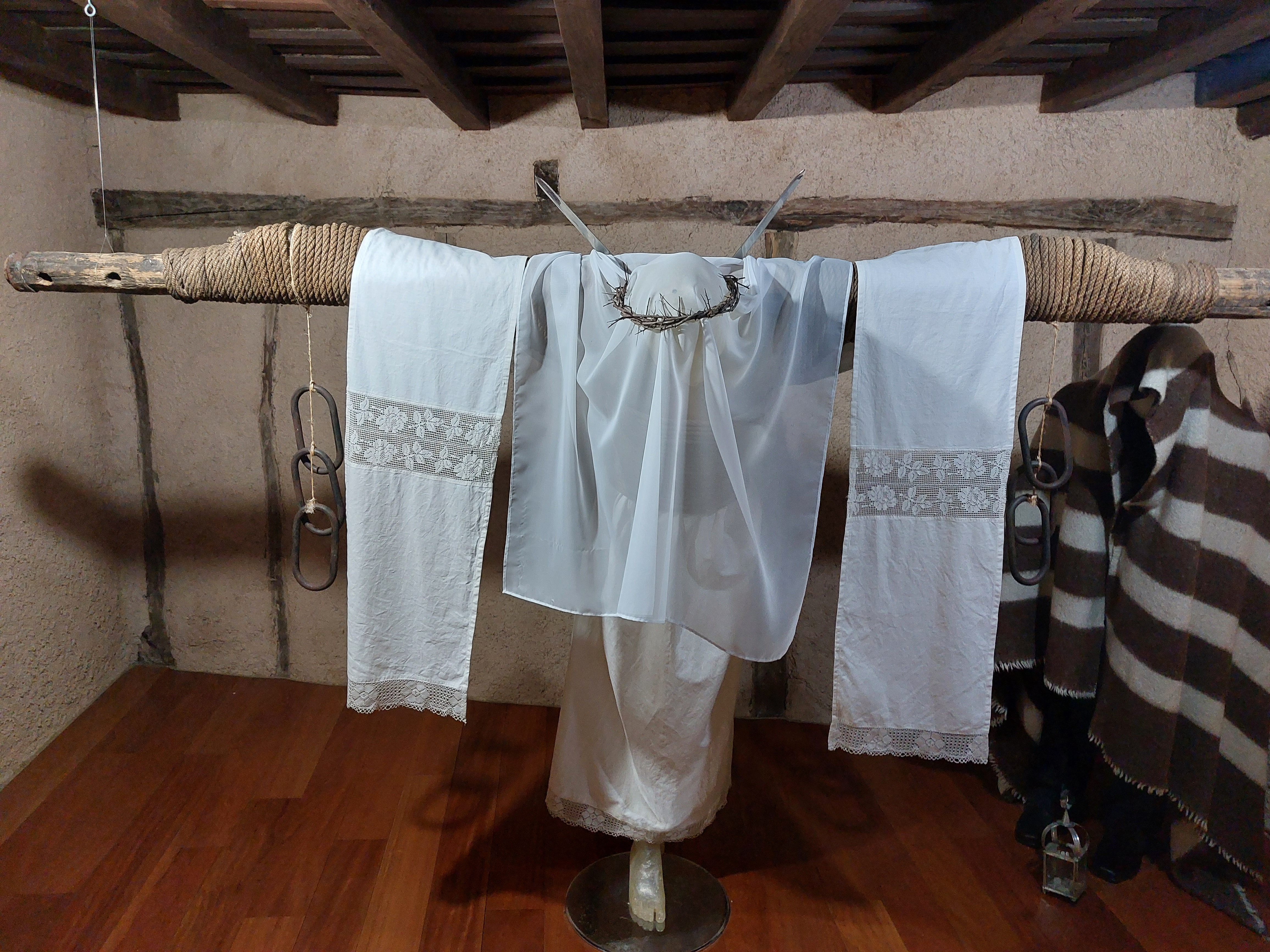
Museo del empalao, Valverde de la Vera

Los centros adscritos a esta red de museos son entre otros los siguientes
- Museo de la Cereza (Cabezuela del Valle)
- Museo del Empalao (Valverde de la Vera)
- Museo del Queso (Casar de Cáceres)
- Museo del Pimentón de Jaraíz de la Vera
- Museo Etnográfico de Azuaga
- Museo del Turrón de Castuera
- Museo de los Auroros (Zarza Capilla)
- Museo del Granito (Quintana de la Serena)
- Centro de Interpretación de la Cueva de Maltravieso (Cáceres)
- Centro de Interpretación del yacimiento arqueológico de Cancho Roano (Zalamea)
- Centro de Interpretación de la Vía de la Plata (Baños de Montemayor , Mérida y  Monesterio)
- Centro de Interpretación del Ferrocarril en Extremadura (Hervás)
- Centro de Interpretación de la Ciudad Romana de Cáparra (Guijo de Granadilla)
- Centro de Interpretación de la Fortaleza y la ciudad Medieval de Plasencia
- Centro de Interpretación del Campamento Romano de Cáceres el Viejo, Castra Cecilia
- Casa-Museo de Zurbarán (Fuente de Cantos)